# Abu Rubajs
Abu Rubajs (arab. أبو ربيص) – wieś w Syrii, w muhafazie Hama. W 2004 roku liczyła 619 mieszkańców.